# David Bowen (Mediziner, 1924)
David Aubrey Llewellyn Bowen (* 31. Januar 1924 in Pontycymmer, Bridgend, Wales; † 31. März 2011) war ein britischer Rechtsmediziner, der an der Aufklärung zahlreicher bekannter Kapitalverbrechen mitarbeitete, wie zum Beispiel des Serienmörders Dennis Nilsen, der zahlreiche junge Männer in seine Wohnung im Norden Londons lockte und diese dann ermordete und zerstückelte.

## Leben
Nach dem Besuch der Caterham School und der Garw Secondary School in seiner Geburtsstadt Pontycymmer studierte Bowen Medizin am University College of Wales in Cardiff und schloss das Studium mit einem Master am Corpus Christi College der University of Cambridge ab. Nach einer anschließende Fortbildung an der Middlesex Hospital Medical School war er zunächst an den West Middlesex and London Chest Hospitals tätig, ehe er zwischen 1947 und 1949 seinen Militärdienst im Royal Army Medical Corps leistete.
Nach seiner Entlassung aus dem Militärdienst 1949 absolvierte Bowen Fortbildungen am Royal Marsden Hospital in den Fächern Klinische Pathologie und Histopathologie, ehe er 1957 eine Stelle als Demonstrator am Lehrstuhl von Donald Teare für forensische Pathologie an der Medizinischen Fakultät der St George’s, University of London antrat.
Als Leiter der Rechtsmedizin des Charing Cross Hospital von 1973 bis 1989 sowie als Professor für Rechtsmedizin an der Universität London zwischen 1977 und 1989 war Bowen an der Aufklärung von rund 500 Mord- und Totschlagsfällen mit.

### Aufklärung der Dennis-Nilsen-Morde
Im Februar 1983 besuchte Detective Chief Inspector (DCI) Peter Jay, der Leiter der Kriminalpolizei (Criminal Investigation Department) von Hornsey, ihn in seinem Büro im Charing Cross Hospital und zeigte ihm mehrere Hautfetzen und vier kleine Knochen, die in einem Haus in Muswell Hill gefunden wurden, in dem Rohrverstopfungen gemeldet wurden. Die Hautfetzen wiesen einige feine Haare auf und schienen teilweise gekocht worden zu sein. Zunächst wurde vermutet, dass diese von der Haut eines Huhns stammten, wobei Bowen aber feststellte, dass es sich um menschliche Haut aus dem Nackenbereich handelte, während es sich bei den Knochen um zwei Hand- und zwei Fingerknochen handelte. Einige Vertiefungen auf der Oberfläche der Haut ließen Bowen vermuten, dass es sich um jemanden gehandelt haben könnte, der erdrosselt wurde.
Aufgrund des Ratschlags von Bowen kehrte DCI Jay zu dem Wohnhaus zurück, wo er auf die Ankunft des Wohnungsinhabers Dennis Nilsen wartete, einem 37-jährigen Mitarbeiter der Arbeitsverwaltung (Manpower Services Commission). Noch am selben Abend wurde Bowen mit einer ersten Untersuchung der Wohnung beauftragt, wo er eine unangenehm riechende Raumluft bemerkte. In zwei Plastiktüten an der Garderobe fand er menschliches Gewebe, das fachmännisch aus dem Brustkorbbereich entnommen war sowie einen fast vollständigen menschlichen Torso. Er fand außerdem die obere Hälfte eines zweiten Torso mit Armen, aber ohne Hände, einen verfaulten Schädel und den frisch enthaupteten Kopf von Nilsens letztem Opfer. Insgesamt zählte Bowen die Hauptteile von zwei menschlichen Körpern sowie einen weitgehend zerstückelten dritten Körper, der allerdings leicht durch Fingerabdrücke zu identifizieren war. In diesem Fall war der Kopf in einem Suppentopf auf Nilsens Herd angekocht worden. In der anschließenden Vernehmung gab Nilsen zu, dass die anderen beiden im März und September 1982 gestorben waren.
Bei der zuvor von Nilsen bewohnten Adresse in Cricklewood wurden zwölf weitere Leichen gefunden, die dieser unter den Bodenbrettern versteckt hatte. Dabei vergrub Nilsen Überreste auch im Garten, um Platz für neue Opfer zu schaffen. Zuvor hatte er die Leichen auf großen Feuern verbrannt, und die Überreste mit einer schweren Walze zerschmettert. Bowen und ein Mitarbeiter fanden jedoch genügend Knochen in der Gartenerde, um festzustellen, dass dort sechs Leichen versteckt wurden.

### Die Railway Murders und andere bekannte Kriminalfälle
Im anschließenden Strafprozess gegen Nilsen wurde dieser von Geschworenengericht des sechsfachen Mordes für schuldig befunden. Der Fall ging in die britische Kriminalgeschichte ein, da die bis dahin meisten Leichen bei einem einzelnen Täter gefunden wurden.
Vier Jahre nach dem Nilsen-Fall arbeitete Bowen an der Aufklärung der sogenannten „Eisenbahn-Morde“ (Railway Murders), von denen zwei von John Duffy und drei durch dessen engen Freund David Mulcahy begangen wurden. 1988 wurde Duffy ein dritter Mord – an Anne Lock – vorgeworfen, wobei es wegen Mangels an Beweisen nicht zur Anklage kam. Nach zehnjähriger Haft bezichtigte Duffy Mulcahy der Mittäterschaft bei rund 25 Vergewaltigungen und drei weiteren Morden in der Nähe von Vorortbahnhöfen im Norden Londons, einschließlich der bis dahin ungelösten Ermordung von Anne Lock. Anders als die beiden anderen Opfer wurde diese durch einen in ihren Mund gestopften Strumpf erstickt.
Im September 2000 war Bowen erneut Zeuge vor dem Obersten Strafgericht, dem Old Bailey aus, und sagte im Kreuzverhör über das Klebeband aus, mit dem die Hände von Anne Lock gefesselt waren, wobei seine genaue Darstellung der Art der Fesselung die zuvor von Duffy gemachte Aussage bestätigte. Am Ende wurde Mulcahy wegen drei Morden, sieben Vergewaltigung sowie der Beihilfe zur Vergewaltigung in fünf weiteren Fällen zu einer lebenslangen Freiheitsstrafe verurteilt.
Zu den weiteren bekannten Kriminalfällen, an deren Aufklärung Bowen während seiner vierzigjährigen beruflichen Laufbahn mitarbeitete, zählen ferner:
- die Ermordung von Ross McWhirter, dem Mitgründer des Guinness-Buch der Rekorde, der am 27. November 1975 vor seiner Wohnung im Norden Londons einem Anschlag der IRA zum Opfer fiel;
- der Tod der Lehrerin Blair Peach, die 1979 bei einer Antirassismus-Demonstration in London ums Leben kam;
- die Tötung von Police Constable Keith Blakelock, der 1985 bei Unruhen im Broadwater Farm Estate in Tottenham starb;
- die Durchführung der Obduktionen nach dem Bombenanschlag auf das Gebäude der Baltic Exchange in London im April 1992.

Ein weiterer berühmter Fall während seiner rechtsmedizinischen Tätigkeit war der Tod des Stellvertreters von Adolf Hitler, Rudolf Heß, im Kriegsverbrechergefängnis Spandau am 17. August 1987. Hugh Thomas, der Arzt von Hess, suchte Bowens Rat zu dem Todesfall. Bowen prüfte zwei unterschiedliche ärztliche Berichte, wobei der eine von den vier alliierten Siegermächten (Vereinigtes Königreich, Vereinigte Staaten, Sowjetunion und Frankreich) in Auftrag gegeben wurde, und der andere von der Familie von Rudolf Heß.
Während die Siegermächte glaubten, dass sich der Gefangene selbst mit einem Elektrokabel aufgehängt habe, das man in der Zelle von Heß fand, stimmte Bowen dem Sohn von Heß zu, der diese These des Suizids anzweifelte. Bowen fasste dazu zusammen, dass die Selbsttötung durch Erhängen üblicherweise einige Male am Nacken oder dem inneren Gewebe hinterlassen durch den kurzfristigen Blutabfall. Im Fall von Heß wurden durch die Obduktion Blutergüsse in tiefer liegenden Gewebeschichten gefunden. Bowen schlussfolgerte, dass derartige Blutergüsse, wie sie im Fall des Erhängens unwahrscheinlicherweise auftreten, ein Zeichen von Strangulation ist.
Auch nach seiner Pensionierung war Bowen ein vielgefragter Fachmann. 1999 wurde er darum gebeten, einen Bericht zum mysteriösen Todesfall von Roberto Calvi zu machen, dem als „Bankier Gottes“ bekannten Direktor der Banco Ambrosiano. Dieser wurde am 18. Juni 1982 erhängt unter der Blackfriars Bridge in London aufgefunden. Er wurde dabei von italienischen Versicherungsgesellschaften beauftragt, die eine Lebensversicherung in Höhe von 4 Millionen Pfund Sterling für die Witwe von Calvi und deren Sohn verwaltete. Diese ging davon aus, dass Calvie ermordet wurde und nicht Suizid beging, was die Polizei schlussfolgerte. Bowen glaubte, dass Calvi gewaltsam zur Brücke gebracht wurde, vermutlich mit einem Boot, und er Opfer eines Komplotts wurde. Tatsächlich kam es erst 2007 zu einer Anklage gegen fünf Italiener wegen der Ermordung Calvis.
Neben seinen rechtsmedizinischen Tätigkeiten in Großbritannien, war er auch für Universitäten in Saudi-Arabien und Sri Lanka tätig. Bowen verfasste außerdem nicht nur mehr als 50 Aufsätze in Fachzeitschriften, sondern 2003 auch eine Autobiografie mit dem Titel Body Of Evidence.